# Rhynchospora knieskernii
Rhynchospora knieskernii är en halvgräsart som beskrevs av John Carey. Rhynchospora knieskernii ingår i släktet småag, och familjen halvgräs. Inga underarter finns listade i Catalogue of Life.